# تقریباً همه
عبارت «تقریباً همه» در ریاضیات به‌معنای «همه به‌جز کمیتی ناچیز» است. به طور دقیق‌تر اگر {\displaystyle X} یک مجموعه باشد، «تقریباً همهٔ اعضاء {\displaystyle X}» یعنی «همهٔ اعضاء {\displaystyle X} به‌جز آن‌هایی که در یک زیرمجموعهٔ ناچیز از {\displaystyle X} هستند». معنای «ناچیز» به بستر ریاضیاتی بستگی دارد؛ برای مثال می‌تواند به‌معنای متناهی، شمارا، یا پوچ باشد.
درمقابل، «تقریباً هیچ» به‌معنای «کمیتی ناچیز» است؛ به عبارت دیگر «تقریباً هیچ عضو {\displaystyle X}» یعنی‌ «مقداری ناچیز از اعضاء {\displaystyle X}».